# 纳塔利娅·西尼申
纳塔利娅·伊戈尔列芙娜·西尼申（烏克蘭語：Наталя Ігорівна Синишин，1985年7月3日—）生于利沃夫州索斯尼夫卡，是一名女子自由式摔跤运动员。她最初代表乌克兰参加比赛，出战2008年北京奥运。在代表乌克兰参赛的时期，她在55公斤级最主要的国内对手是塔季扬娜·拉扎列娃，当国家队选择派出拉扎列娃参加2012年伦敦奥运55公斤级时，西尼申开始有了改变国籍的打算。最终她于2014年获得阿塞拜疆国籍，开始代表阿塞拜疆参加国际比赛。